# Publius Nonius Asprenas Calpurnius Serranus
Publius Nonius Asprenas Calpurnius Serranus est un sénateur et un homme politique de l'Empire romain.

## Famille
Il est le fils de Lucius Nonius Asprenas, consul en 6, et de sa femme Calpurnia, la fille de Lucius Calpurnius Piso Caesoninus. On lui connait deux frères: Lucius Nonius Asprenas, consul suffect en 29, et Nonius Asprenas Calpurnius Torquatus.
De son épouse, peut être une Caesia, il à probablement un fils, Publius Nonius Asprenas Caesius Cassianus, consul suffect en 72 ou 73.

## Biographie
Il est consul ordinaire en 38 avec pour collègue Marcus Aquila Julianus.
Le 24 janvier 41, alors que Caligula sacrifie un animal à César Auguste, en l'honneur de qui l'on célébrait les festivités, quand l'une des victimes tomba, la toge d'Asprenas fut éclaboussé de sang, ce qui fit rire l'empereur. 
Après l'assassinat de l'empereur, les gardes germains de celui-ci tuent Asprenas, le trouvant couvert de sang du précédent sacrifice. Il est ensuite décapité par les Germains et sa tête planté sur une pique. 
Il n'est pas directement nommé par Suétone, celui-ci indiquant juste que les Germains tuèrent des sénateurs étrangers au complot.